# Entosthodon americanus
Entosthodon americanus är en bladmossart som beskrevs av Allan James Fife 1985. Entosthodon americanus ingår i släktet koppmossor, och familjen Funariaceae. Inga underarter finns listade i Catalogue of Life.